# یوتاکا تانوه
یوتاکا تانوه (انگلیسی: Yutaka Tanoue؛ زادهٔ ۱۲ ژانویهٔ ۱۹۸۶) بازیکن فوتبال اهل ژاپن است.